# Hunde von Riga (Roman)
Der 1992 erstmals erschienene Roman Hunde von Riga (schwedisch: Hundarna i Riga) des schwedischen Schriftstellers Henning Mankell ist nach Mörder ohne Gesicht der zweite Teil der Reihe um den fiktiven schwedischen Polizisten Kurt Wallander.

## Inhalt
An einem kalten Februartag des Jahres 1991 wird am schonischen Ostseestrand ein Rettungsboot gefunden, in dem zwei erschossene Männer liegen. Weil es im Polizeidistrikt Ystad an Land getrieben wurde, wird Kommissar Kurt Wallander mit den Ermittlungen betraut.
Die beiden Toten können bald als Letten identifiziert werden. Deshalb bittet die Polizei die lettischen Behörden um Mitwirkung. Als Vertreter der Rigaer Polizei kommt daher kurz darauf Polizeimajor Karlis Liepa nach Ystad. Infolge der gemeinsamen Ermittlungen von Wallander und Liepa wird der Fall schließlich zuständigkeitshalber der lettischen Polizei überstellt, womit der Fall für Wallander abgeschlossen scheint. Der unscheinbare, zurückhaltend auftretende Karlis Liepa, mit dem sich Wallander während der kurzen Zusammenarbeit ein wenig befreundet, reist zurück in die lettische Hauptstadt Riga, nachdem das Rettungsboot aus dem Polizeipräsidium gestohlen worden ist.
Schon bald nach Liepas Abreise wird Kommissar Wallander informiert, der lettische Polizist sei noch am Tag seiner Rückkehr ermordet worden. Wallander wird daraufhin in die lettische Hauptstadt eingeladen, um dort an den weiteren Ermittlungen mitzuwirken. In Riga aber sieht er sich einem schier undurchdringlichen Verwirrspiel ausgesetzt, dessen Hauptakteure die beiden Vorgesetzten Liepas, die Polizei-Obersten Murniers und Putnis zu sein scheinen. Nach und nach wird für Wallander offensichtlich, dass er in eine Verschwörung größeren Ausmaßes geraten ist – und dass Liepa deswegen sterben musste, weil das öffentliche Bekanntwerden seiner Ermittlungen zu viel über jenes eigenartige Geflecht von restaurativer Sowjetpolitik, russischer Mafia und korrupter Polizei zutage gebracht hätte.
Während seines Aufenthalts in Riga wird Wallander von Baiba, der Witwe Liepas, kontaktiert und verliebt sich in sie. Über Baiba kommt er auch in Kontakt mit der dissidenten lettischen Untergrundsbewegung. Die beiden fragwürdigen Obersten Murniers und Putnis können Wallander unerwartet schnell einen Täter präsentieren, weswegen Wallander nach Schweden zurückkehrt – die Angelegenheit scheint für ihn nun endgültig erledigt.
Aufgrund eines Hilferufs der lettischen Dissidenten lässt sich Wallander nur kurze Zeit später auf ein gefährliches Spiel ein: Während er seinem Arbeitgeber gegenüber vorgibt, in den Skiurlaub in die Alpen zu fahren, reist er in Wirklichkeit – diesmal sehr abenteuerlich auf dem Landwege über Polen – wieder nach Lettland. Nach heimlichem Grenzübertritt trifft er die Dissidenten in einer Lagerhalle, doch wird er zum Augenzeugen eines Massakers durch die Polizei, das er als Einziger überlebt. Mit einem gestohlenen Auto begibt er sich nach Riga, um dort herauszufinden, was tatsächlich hinter dem mysteriösen Tod von Karlis Liepa und dem Fund der beiden Rettungsbootsleichen steckt – und um Baiba wieder zu treffen. Es beginnt ein geradezu verwirrendes Spiel gegen dunkle und schier ungreifbare Verfolger, bei dem sich Wallander auf die Mitwirkung Baibas und anderer Letten stützt. Unter einem Vorwand und mit Unterstützung eines integren Polizisten gelingt es ihm schließlich, ins Archiv der Rigaer Polizeizentrale einzudringen, wo er tatsächlich die dort von Major Liepa vor seinem Tod versteckte Akte mit den Ermittlungsergebnissen findet. Nur knapp gelingt es Wallander zu entkommen, doch werden er und Baiba Liepa kurz darauf von Oberst Putnis und seinen Leuten in einem Kaufhaus gestellt.
Putnis gelingt es, Wallander davon zu überzeugen, dass nicht er, sondern sein Genosse Murniers der Drahtzieher der obskuren Vorgänge sei. Wallander händigt ihm darauf die Marke für die Mappe mit den Ermittlungsergebnissen aus, die er zuvor an der Warenaufbewahrungsstelle des Kaufhauses versteckt hatte. Daraufhin gibt Putnis sich als der wahre Rädelsführer zu erkennen und richtet seine Waffe gegen Wallander und seine Begleiterin. In letzter Sekunde taucht Oberst Murniers mit einer Schar Polizisten auf. Im anschließenden Feuergefecht töten sie Putnis und dessen Helfershelfer, wobei Baiba Wallander das Leben rettet, indem sie einen Sergeanten, der die Waffe auf ihn richtet, mit der Pistole von Putnis erschießt. Später stellt sich heraus, dass es der erschossene Sergeant war, der Karlis Liepa umgebracht hatte.
Murniers entlarvt nun seinerseits Putnis als einen eingefleischten Verfechter der noch immer wirkenden Sowjetordnung und daher stringenten Gegner der lettischen Unabhängigkeitsbewegung. Um diese zu desavouieren, hatte Putnis versucht, einigen in Schweden lebenden und der Unabhängigkeitsbewegung nahestehenden Exil-Letten Drogen unterzuschieben. Die beiden im Rettungsboot aufgefundenen Toten waren erschossen worden, weil sie dagegen aufbegehrt hatten. Major Liepa wurde ermordet, weil er hinter Putnis' finstere Machenschaften gekommen war.

## Hintergrund
Die Romanhandlung spielt vor dem Hintergrund der Veränderungen, die sich Anfang der 1990er Jahre in den baltischen Sowjetrepubliken abzeichnen. Lettland hatte bereits im Mai 1990 seine Unabhängigkeit erklärt, wurde tatsächlich jedoch erst im September 1991 aus der Sowjetherrschaft entlassen. In dieses Interregnum begibt sich die Handlung. Oberst Putnis steht dabei für jene Kräfte, die das sowjetsozialistische System in Lettland mit rigidesten Mitteln zu bewahren suchen. Baiba und ihre Mitstreiter hingegen repräsentieren das erwachende, souveräne und demokratisch geführte Lettland.

## Zitat
„Es gibt keine Mörder, es gibt nur Menschen, die Morde begehen.“

## Verfilmungen
1995 wurde der Roman in Schweden als TV-Krimi unter dem Titel Hunde von Riga verfilmt, die Hauptrolle übernahm zum zweiten Mal nach Mörder ohne Gesicht Schauspieler Rolf Lassgård, Regie führte erneut Pelle Berglund. Die deutsche Fassung wurde 2004 vom ZDF synchronisiert und im Januar 2005 als 100-minütiger Spielfilm ausgestrahlt.
Im Jahr 2012 erfolgte unter dem Titel Kommissar Wallander: Hunde von Riga eine Neuverfilmung unter der Regie von Esther Campbell mit Kenneth Branagh in der Hauptrolle.